# NGC 3774
NGC 3774 ist eine Balken-Spiralgalaxie vom Hubble-Typ SBb mit aktivem Galaxienkern im Sternbild Becher am Südsternhimmel. Sie ist schätzungsweise 268 Millionen Lichtjahre von der Milchstraße entfernt und hat einen Durchmesser von etwa 80.000 Lichtjahren.

Im selben Himmelsareal befinden sich die Galaxien NGC 3771, NGC 3789, NGC 3791, IC 715.
Das Objekt wurde am 24. Januar 1887 von Francis Preserved Leavenworth entdeckt.